# Chazeaux
Pour les articles homonymes, voir Chazeaux (homonymie).
Chazeaux est une commune française, située dans le département de l'Ardèche en région Auvergne-Rhône-Alpes.
Ses habitants sont appelés les Chazalis et les Chasalisses en occitan ou les Chazaliens et Chazaliennes

## Géographie

### Situation et description
Chazeaux est un petit village de la montagne ardéchoise à l'aspect rural. Il est rattaché à la communauté de communes Val de Ligne dont le siège est fixé à Largentière.

### Communes limitrophes
Entourée par les communes de Rocher, Prunet, Lentillères, Ailhon et Chassiers, Chazeaux est située à 12 km d'Aubenas et à 35 kilomètres au nord-ouest de Montélimar la plus grande ville à proximité.

### Hydrographie
La rivière Lande est le principal cours d'eau qui longe la commune de Chazeaux, formant ainsi les limites avec les communes de Lentillères et Ailhon. Le ruisseau Le Chazalet, qui prend sa source vers le hameau de Méjeanne, traverse toute la commune et se jette dans La Lande après Le Chapelot.

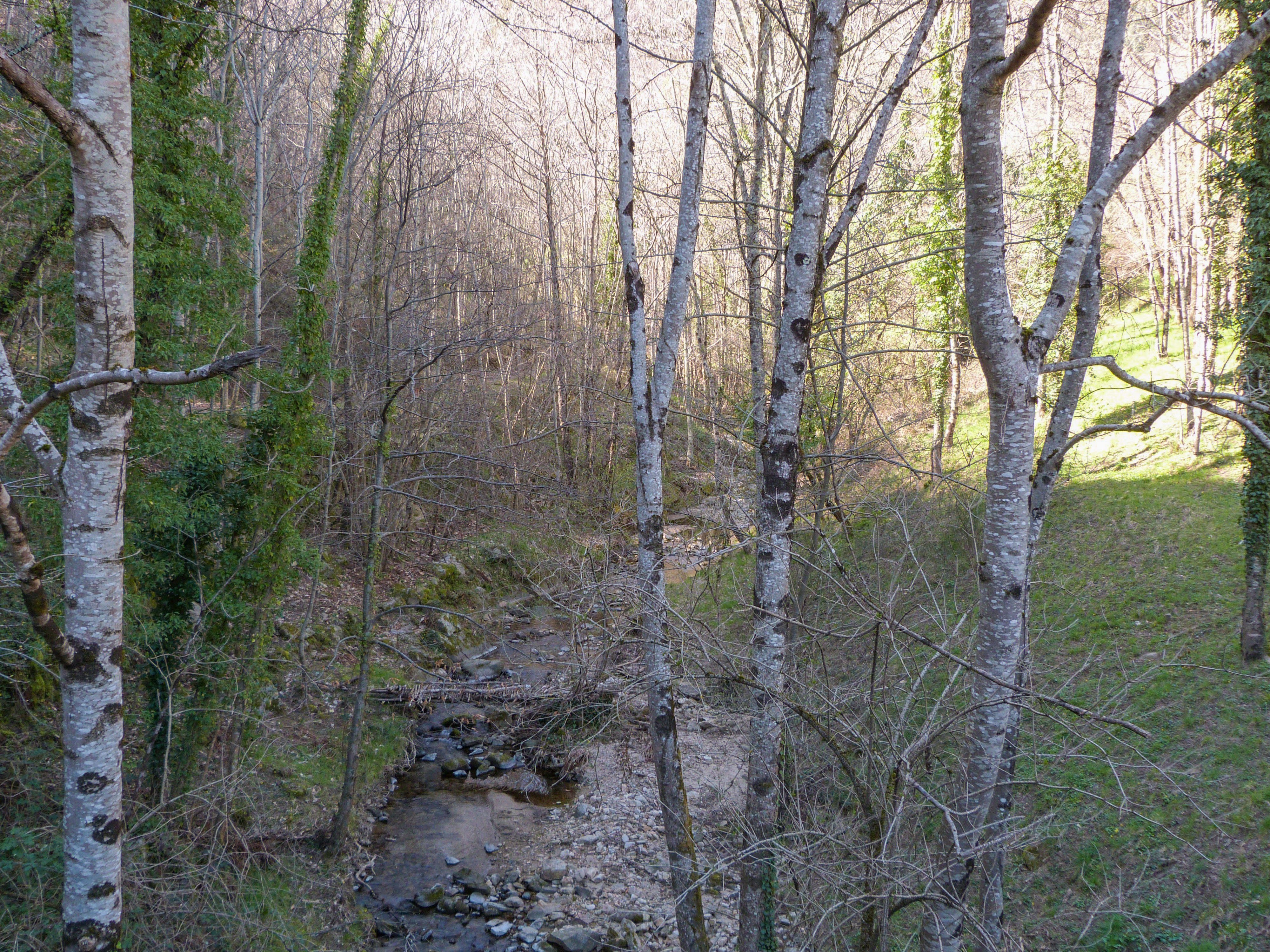
La Lande sur la route de Chazeaux, à Lentillères.

### Climat
Pour des articles plus généraux, voir Climat d'Auvergne-Rhône-Alpes et Climat de l'Ardèche.
En 2010, le climat de la commune est de type climat méditerranéen franc, selon une étude du CNRS s'appuyant sur une série de données couvrant la période 1971-2000. En 2020, Météo-France publie une typologie des climats de la France métropolitaine dans laquelle la commune est exposée à un climat de montagne ou de marges de montagne et est dans une zone de transition entre les régions climatiques « Provence, Languedoc-Roussillon » et « Sud-est du Massif Central ».
Pour la période 1971-2000, la température annuelle moyenne est de 11,6 °C, avec une amplitude thermique annuelle de 17,2 °C. Le cumul annuel moyen de précipitations est de 1 277 mm, avec 7,8 jours de précipitations en janvier et 4,8 jours en juillet. Pour la période 1991-2020, la température moyenne annuelle observée sur la station météorologique de Météo-France la plus proche, « Croix Millet », sur la commune de Prunet à 4 km à vol d'oiseau, est de 11,6 °C et le cumul annuel moyen de précipitations est de 1 590,2 mm,. Pour l'avenir, les paramètres climatiques de la commune estimés pour 2050 selon différents scénarios d'émission de gaz à effet de serre sont consultables sur un site dédié publié par Météo-France en novembre 2022.

## Urbanisme

### Typologie
Au 1er janvier 2024, Chazeaux est catégorisée commune rurale à habitat dispersé, selon la nouvelle grille communale de densité à 7 niveaux définie par l'Insee en 2022.
Elle est située hors unité urbaine. Par ailleurs la commune fait partie de l'aire d'attraction d'Aubenas, dont elle est une commune de la couronne,. Cette aire, qui regroupe 68 communes, est catégorisée dans les aires de 50 000 à moins de 200 000 habitants,.

### Occupation des sols
L'occupation des sols de la commune, telle qu'elle ressort de la base de données européenne d’occupation biophysique des sols Corine Land Cover (CLC), est marquée par l'importance des forêts et milieux semi-naturels (69,5 % en 2018), une proportion identique à celle de 1990 (69,5 %). La répartition détaillée en 2018 est la suivante : 
forêts (63,8 %), zones agricoles hétérogènes (30,5 %), milieux à végétation arbustive et/ou herbacée (5,7 %).
L'évolution de l’occupation des sols de la commune et de ses infrastructures peut être observée sur les différentes représentations cartographiques du territoire : la carte de Cassini (XVIIIe siècle), la carte d'état-major (1820-1866) et les cartes ou photos aériennes de l'IGN pour la période actuelle (1950 à aujourd'hui).

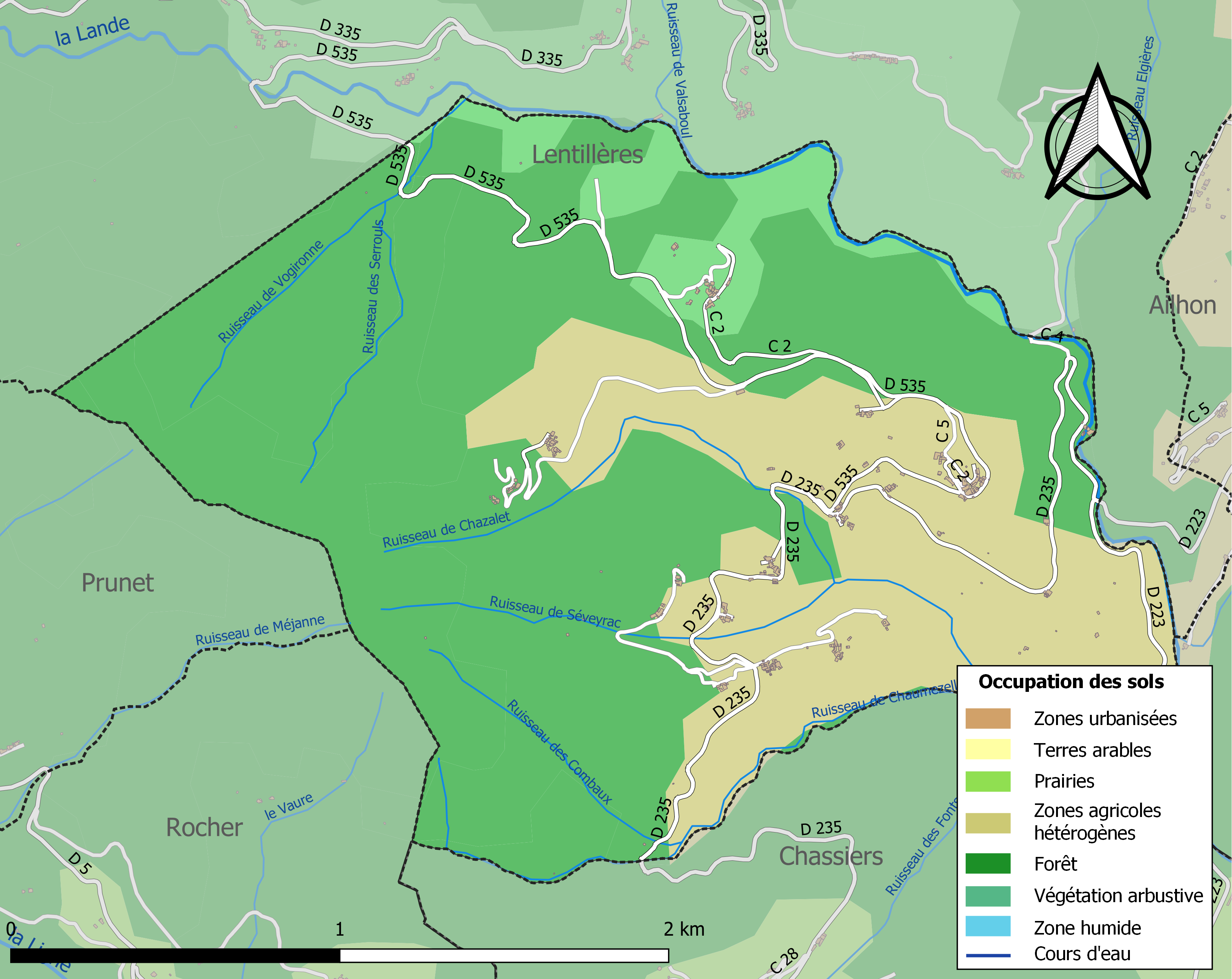
Carte des infrastructures et de l'occupation des sols de la commune en 2018 (CLC).

## Toponymie
Chazeaux est la déformation orthographique et francisation du nom occitan du village encore couramment employé de nos jours : Chasaus, pluriel de "chasau".

## Histoire
Le château a donné naissance au bourg castral, non enclos.

### Administration municipale

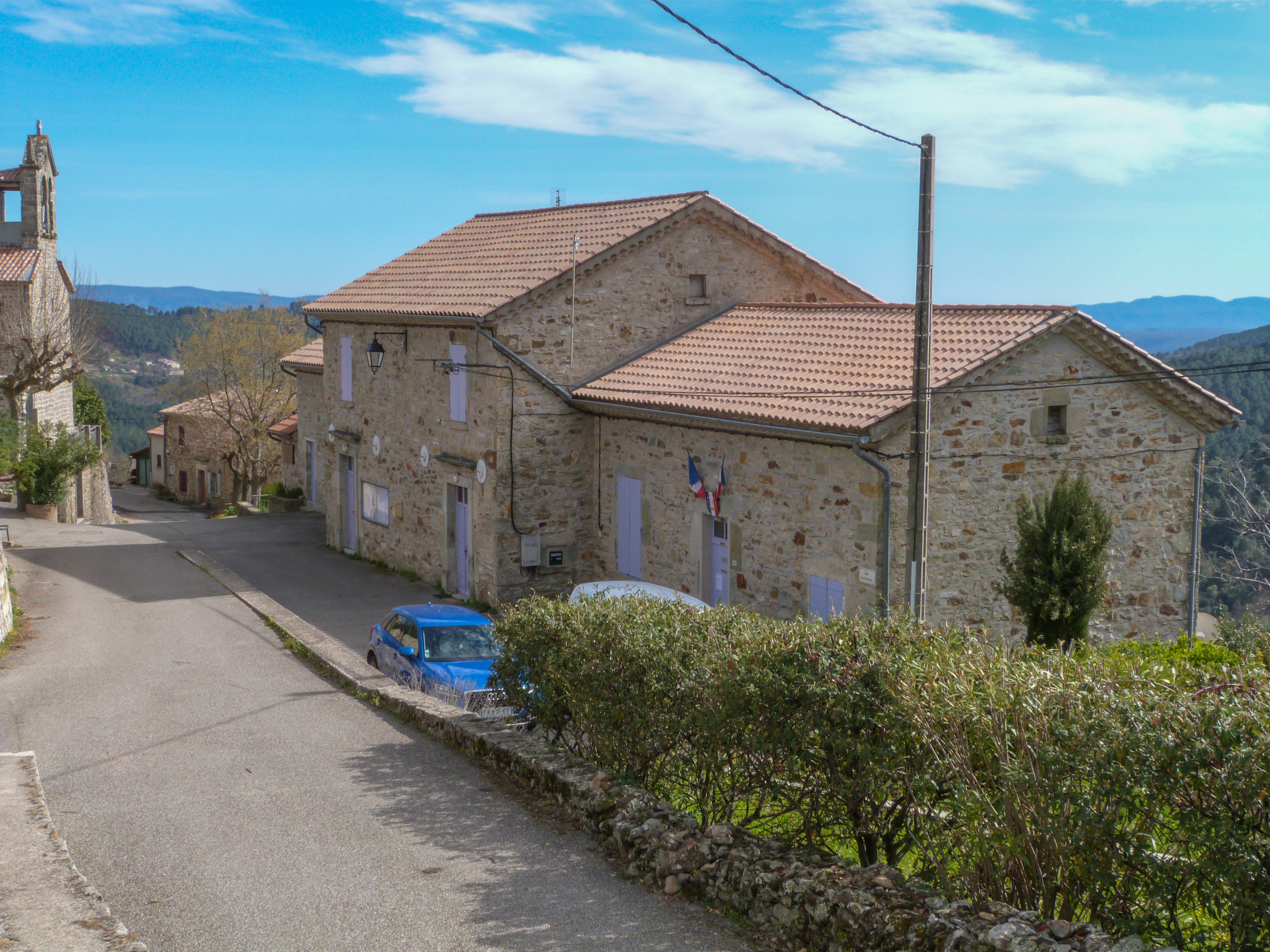
La mairie du village.

## Politique et administration

### Liste des maires
| Période   | Période                   | Identité               | Étiquette | Qualité |
| --------- | ------------------------- | ---------------------- | --------- | ------- |
| 1800      | 1801                      | Bonnaud                |           |         |
| 1801      | 1814                      | Terrisse               |           |         |
| 1814      | 1816                      | Chareyre               |           |         |
| 1816      | 1825                      | Etienne Bonnaud        |           |         |
| 1825      | 1831                      | Jean-Pierre Chareyre   |           |         |
| 1831      | 1842                      | Etienne Soboul         |           |         |
| 1842      | 1848                      | Claude Raphanel        |           |         |
| 1848      | 1848                      | André Manent           |           |         |
| 1848      | 1849                      | Ferdinand Imbertesche  |           |         |
| 1849      | 1851                      | Etienne Terrisse       |           |         |
| 1851      | 1865                      | Etienne Soboul         |           |         |
| 1865      | 1867                      | Jean-André Chareyre    |           |         |
| 1867      | 1870                      | Jean Pinède            |           |         |
| 1870      | 1876                      | Pierre Ladet           |           |         |
| 1876      | 1877                      | Jean Guibourdenche     |           |         |
| 1877      | 1880                      | Jean-Baptiste Pinède   |           |         |
| 1880      | 1884                      | Pierre Ladet           |           |         |
| 1884      | 1887                      | Jean-Baptiste Pinède   |           |         |
| 1887      | 1904                      | Paul Leynaud           |           |         |
| 1904      | 1913                      | Félicien Guibourdenche |           |         |
| 1913      | 1914                      | Charles Guibourdenche  |           |         |
| 1914      | 1915                      | Eugène Soboul          |           |         |
| 1915      | 1917                      | Albert Lajus           |           |         |
| 1917      | 1919                      | Charles Guibourdenche  |           |         |
| 1919      | 1925                      | Jules Manent           |           |         |
| 1925      | 1942                      | Charles Guibourdenche  |           |         |
| 1942      | 1944                      | Alphonse Soboul        |           |         |
| 1944      | 1945                      | Hippolyte Fargier      |           |         |
| mai 1945  | mai 1953                  | Régis Roudil           |           |         |
| mai 1953  | mars 1989                 | Paul Rouvière          |           |         |
| mars 1989 | mai 2020                  | Jacky Giraud           |           |         |
| mai 2020  | En cours (au 6 août 2020) | Gilles Grattepanche    |           |         |

## Population et société

### Démographie
L'évolution du nombre d'habitants est connue à travers les recensements de la population effectués dans la commune depuis 1793. Pour les communes de moins de 10 000 habitants, une enquête de recensement portant sur toute la population est réalisée tous les cinq ans, les populations de référence des années intermédiaires étant quant à elles estimées par interpolation ou extrapolation. Pour la commune, le premier recensement exhaustif entrant dans le cadre du nouveau dispositif a été réalisé en 2006.

En 2022, la commune comptait 134 habitants, en stagnation par rapport à 2016 (Ardèche : +2,48 %, France hors Mayotte : +2,11 %).
| 1793 | 1800 | 1806 | 1821 | 1831 | 1836 | 1841 | 1846 | 1851 |
| ---- | ---- | ---- | ---- | ---- | ---- | ---- | ---- | ---- |
| 365  | 341  | 405  | 372  | 544  | 497  | 475  | 466  | 501  |

| 1856 | 1861 | 1866 | 1872 | 1876 | 1881 | 1886 | 1891 | 1896 |
| ---- | ---- | ---- | ---- | ---- | ---- | ---- | ---- | ---- |
| 500  | 466  | 474  | 439  | 457  | 407  | 395  | 453  | 448  |

| 1901 | 1906 | 1911 | 1921 | 1926 | 1931 | 1936 | 1946 | 1954 |
| ---- | ---- | ---- | ---- | ---- | ---- | ---- | ---- | ---- |
| 423  | 409  | 372  | 302  | 297  | 250  | 217  | 206  | 169  |

| 1962 | 1968 | 1975 | 1982 | 1990 | 1999 | 2006 | 2011 | 2016 |
| ---- | ---- | ---- | ---- | ---- | ---- | ---- | ---- | ---- |
| 172  | 166  | 114  | 124  | 86   | 103  | 104  | 107  | 134  |

| 2021 | 2022 | - | - | - | - | - | - | - |
| ---- | ---- | - | - | - | - | - | - | - |
| 139  | 134  | - | - | - | - | - | - | - |

### Enseignement
La commune est rattachée à l'académie de Grenoble.

### Médias
La commune est située dans la zone de distribution de deux organes de la presse écrite :
- L'Hebdo de l'Ardèche

Il s'agit d'un journal hebdomadaire français basé à Valence et couvrant l'actualité de tout le département de l'Ardèche.
- Le Dauphiné libéré

Il s'agit d'un journal quotidien de la presse écrite française régionale distribué dans la plupart des départements de l'ancienne région Rhône-Alpes, notamment l'Ardèche. La commune est située dans la zone d'édition de Privas, d'Aubenas et de la vallée du Rhône.

### Cultes
La communauté catholique et l'église (propriété de la commune) sont rattachées à la paroisse de Saint Joseph en Pays de Ligne, elle-même rattachée au diocèse de Viviers.

## Culture et patrimoine

### Lieux et monuments
- Église Saint-André.
- Château médiéval de Fages (ruines).

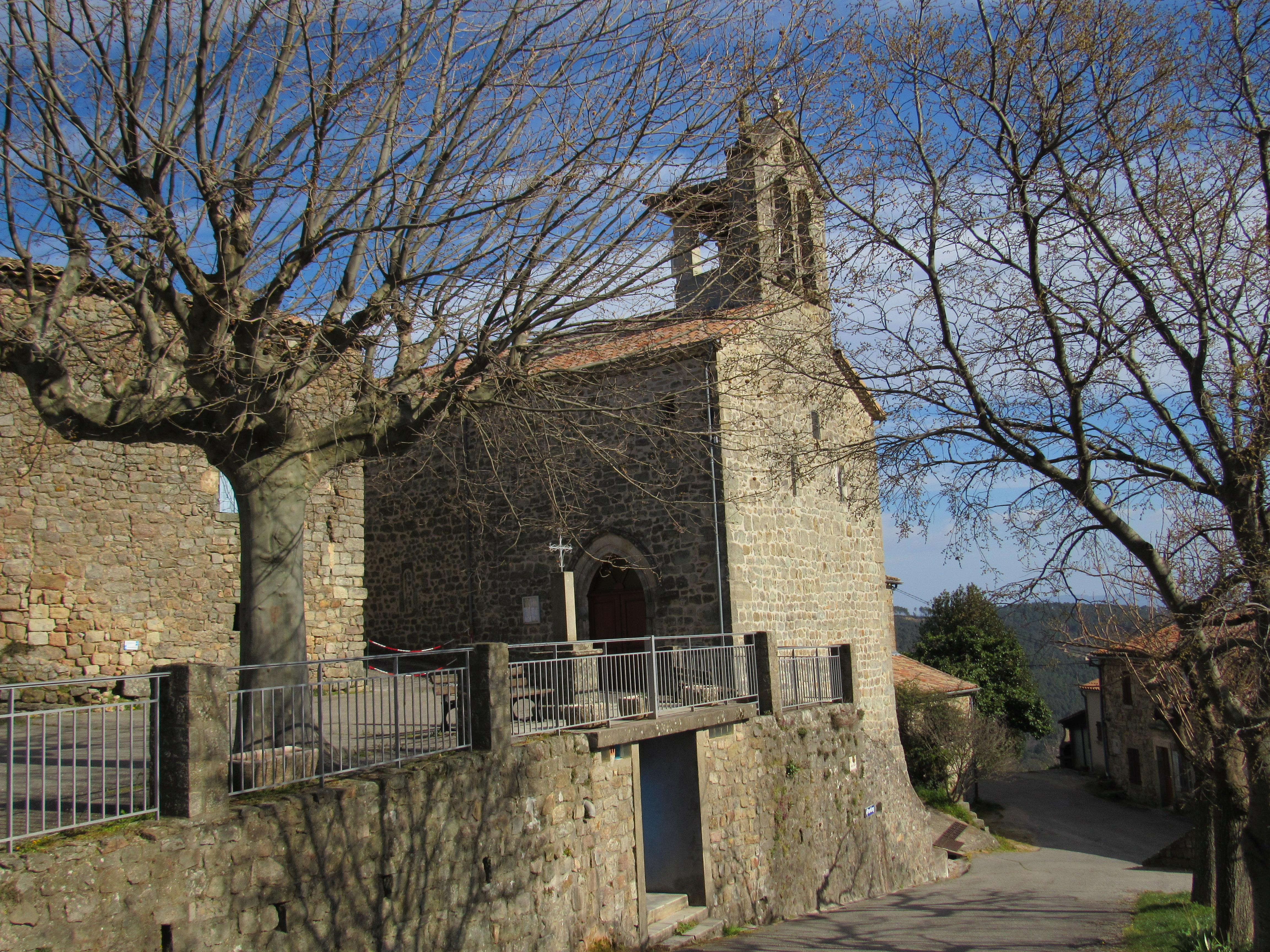
L'église de Chazeaux.
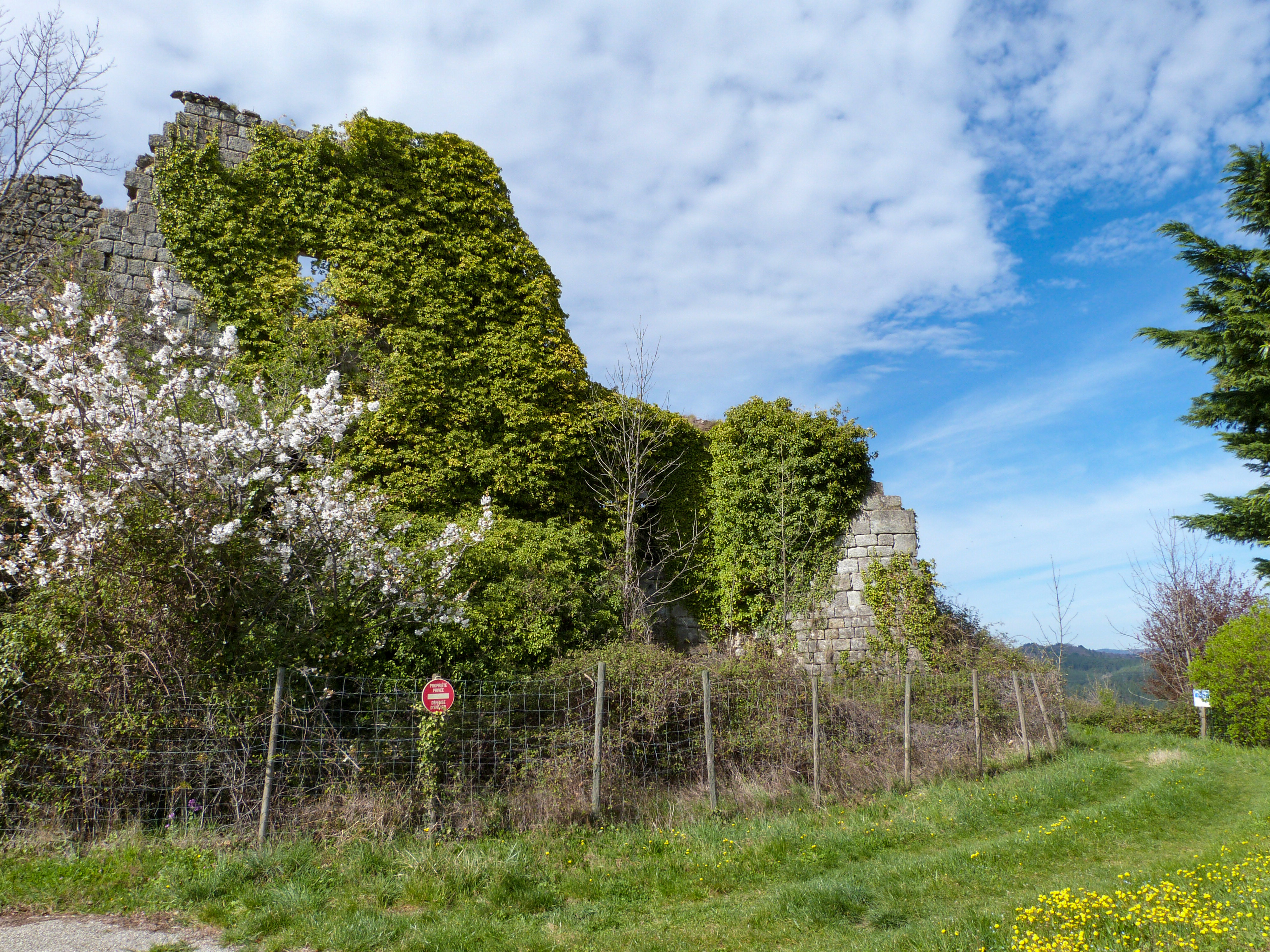
Le château de Fages.
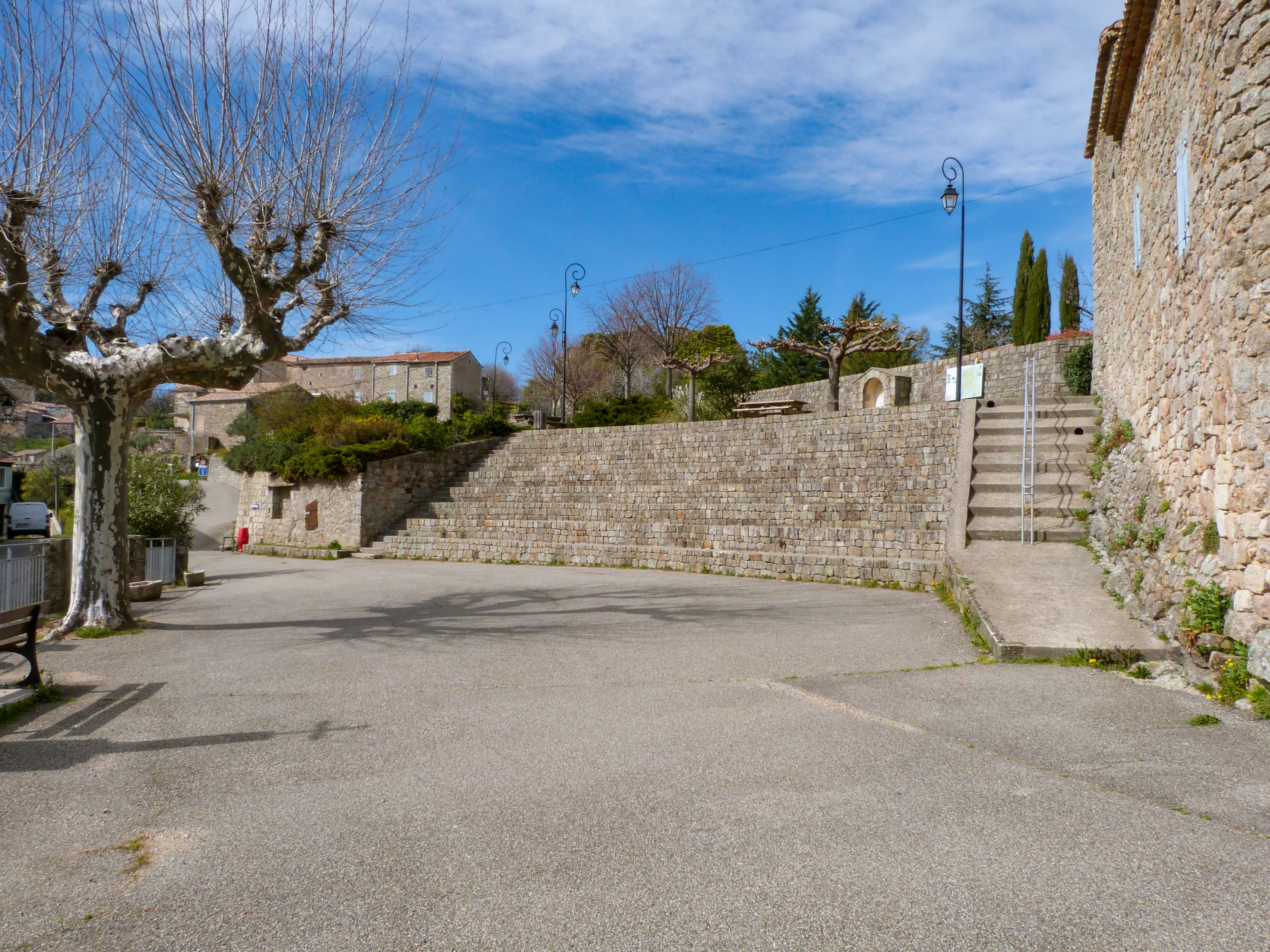
Place de l'église, et gradins maçonnés.

### Héraldique
|  | Chazeaux possède des armoiries dont l'origine et le blasonnement exact ne sont pas disponibles. |